# 勢門村
勢門村（せとむら）は、福岡県糟屋郡にあった村。現在の糟屋郡篠栗町の一部にあたる。

## 地理
若杉山の北西麓で、多々良川の上流に位置していた。

## 歴史

### 沿革
- 1889年（明治22年）4月1日 - 糟屋郡乙犬村、尾仲村、若杉村、田中村、和田村、津波黒村が合併して村制施行し、勢門村が設立[1][2]。
- 1955年（昭和30年）4月1日 - 糟屋郡篠栗町と合併し篠栗町が存続して、廃止された[1][2]。

### 地名の由来
『和名類聚抄』に記載の勢門郷による。

## 産業

### 炭鉱
- 高田炭鉱（明治鉱業）・篠栗炭鉱[1]

## 交通

### 鉄道
- 1904年（明治37年）- 九州鉄道 篠栗線が開通し篠栗村との境界に篠栗駅開設[1]。